# Сейшелы на летних Олимпийских играх 2016
Сейшельские Острова на летних Олимпийских играх 2016 года будут представлены как минимум в четырёх видах спорта.

## Состав сборной
Бокс
1. Андрике Аллисоп

 Дзюдо
1. Доминик Дюгассе

 Лёгкая атлетика
1. Нед Аземия
2. Лисса Лябиш

 Парусный спорт
1. Жан-Марк Гардетт
2. Родни Говинден
3. Аллан Джули

 Плавание
1. Адам Виктора
2. Алексус Лэрд

## Результаты соревнований

### Бокс
Квоты, завоёванные спортсменами являются именными. Если от одной страны путёвки на Игры завоюют два и более спортсмена, то право выбора боксёра предоставляется национальному Олимпийскому комитету. Соревнования по боксу проходят по системе плей-офф. Для победы в олимпийском турнире боксёру необходимо одержать либо четыре, либо пять побед в зависимости от жеребьёвки соревнований. Оба спортсмена, проигравшие в полуфинальных поединках, становятся обладателями бронзовых наград.
Мужчины
| Категория | Спортсмены      | Первый раунд         | Второй раунд         | Четвертьфинал        | Полуфинал            | Финал                | Место                |
| Категория | Спортсмены      | Соперник Результат   | Соперник Результат   | Соперник Результат   | Соперник Результат   | Соперник Результат   | Место                |
| --------- | --------------- | -------------------- | -------------------- | -------------------- | -------------------- | -------------------- | -------------------- |
| до 60 кг  | Андрике Аллисоп | IRLДэвид Джойс П 0:3 | завершил выступление | завершил выступление | завершил выступление | завершил выступление | завершил выступление |

### Водные виды спорта

#### Плавание
В следующий раунд на каждой дистанции проходят спортсмены, показавшие лучший результат, независимо от места, занятого в своём заплыве.
Мужчины
| Дистанция                | Спортсмены   | Предварительный раунд | Предварительный раунд | Предварительный раунд | Полуфинал | Полуфинал | Полуфинал | Финал     | Финал |
| Дистанция                | Спортсмены   | Заплыв                | Результат             | Место                 | Заплыв    | Результат | Место     | Результат | Место |
| ------------------------ | ------------ | --------------------- | --------------------- | --------------------- | --------- | --------- | --------- | --------- | ----- |
| 50 метров вольным стилем | Адам Виктора |                       |                       |                       |           |           |           |           |       |

Женщины
| Дистанция           | Спортсмены   | Предварительный раунд | Предварительный раунд | Предварительный раунд | Полуфинал             | Полуфинал             | Полуфинал             | Финал                 | Финал                 |
| Дистанция           | Спортсмены   | Заплыв                | Результат             | Место                 | Заплыв                | Результат             | Место                 | Результат             | Место                 |
| ------------------- | ------------ | --------------------- | --------------------- | --------------------- | --------------------- | --------------------- | --------------------- | --------------------- | --------------------- |
| 100 метров на спине | Алексус Лэрд | 2                     | 1:03,33               | 27                    | Завершила выступление | Завершила выступление | Завершила выступление | Завершила выступление | Завершила выступление |

### Дзюдо
Соревнования по дзюдо проводились по системе с выбыванием. В утешительные раунды попадали спортсмены, проигравшие полуфиналистам турнира. Два спортсмена, одержавших победу в утешительном раунде, в поединке за бронзу сражались с дзюдоистами, проигравшими в полуфинале.
Мужчины
| Категория | Спортсмены      | 1/32 финала        | 1/16 финала        | 1/8 финала         | Четвертьфинал      | Полуфинал          | Финал              | Место |
| Категория | Спортсмены      | Соперник Результат | Соперник Результат | Соперник Результат | Соперник Результат | Соперник Результат | Соперник Результат | Место |
| --------- | --------------- | ------------------ | ------------------ | ------------------ | ------------------ | ------------------ | ------------------ | ----- |
| до 100 кг | Доминик Дюгассе |                    |                    |                    |                    |                    |                    |       |

### Парусный спорт
Соревнования по парусному спорту в каждом из классов состояли из 10 или 12 гонок. Каждую гонку спортсмены начинали с общего старта. Победителем становился экипаж, первым пересекший финишную черту. Количество очков, идущих в общий зачёт, соответствовало занятому командой месту. 10 лучших экипажей по результатам 10 заплывов попадали в медальную гонку, результаты которой также шли в общий зачёт. В медальной гонке, очки, полученные экипажем удваивались. В случае если участник соревнований не смог завершить гонку ему начислялось количество очков, равное количеству участников плюс один. При итоговом подсчёте очков не учитывался худший результат, показанный экипажем в одной из гонок. Сборная, набравшая наименьшее количество очков, становится олимпийским чемпионом.
Мужчины
| Класс | Спортсмены       | Гонка | Гонка | Гонка  | Гонка | Гонка | Гонка | Гонка | Гонка  | Гонка | Гонка  | Гонка         | Гонка         | Гонка         | Очки | Место |
| Класс | Спортсмены       | 1     | 2     | 3      | 4     | 5     | 6     | 7     | 8      | 9     | 10     | 11            | 12            | M             | Очки | Место |
| ----- | ---------------- | ----- | ----- | ------ | ----- | ----- | ----- | ----- | ------ | ----- | ------ | ------------- | ------------- | ------------- | ---- | ----- |
| RS:X  | Жан-Марк Гардетт | 36    | 35    | 33     | 31    | 23    | 31    | 29    | 37 DNF | 35    | 37 DNF | 32            | 33            | не участвовал | 355  | 33    |
| Лазер | Родни Говинден   | 45    | 41    | 47 DNF | 37    | 42    | 37    | 41    | 41     | 43    | 38     | не проводится | не проводится | не участвовал | 365  | 45    |
| Финн  | Аллан Джули      | 23    | 17    | 23     | 21    | 17    | 18    | 23    | 23     | 22    | 22     | не проводится | не проводится | не участвовал | 186  | 23    |

### Тяжёлая атлетика
Каждый НОК самостоятельно выбирает категорию в которой выступит её тяжелоатлет. В рамках соревнований проводятся два упражнения — рывок и толчок. В каждом из упражнений спортсмену даётся 3 попытки. Победитель определяется по сумме двух упражнений. При равенстве результатов победа присуждается спортсмену, с меньшим собственным весом.
Мужчины
| Категория | Спортсмены      | Вес   | Рывок | Рывок | Рывок | Толчок | Толчок | Толчок | Всего | Место |
| Категория | Спортсмены      | Вес   | 1     | 2     | 3     | 1      | 2      | 3      | Всего | Место |
| --------- | --------------- | ----- | ----- | ----- | ----- | ------ | ------ | ------ | ----- | ----- |
| до 62 кг  | Рик Ив Конфьянс | 62,00 | 100   | 105   | 110   | 127    | 133    | 133    | 232   | 13    |